# Emma Calvé

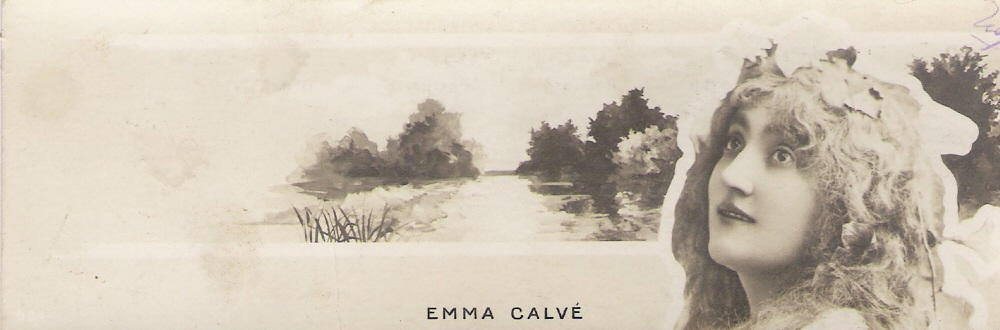
Emma Calvé, en una tarjeta postal de 1905.

Emma Calvé (Decazeville, 15 de agosto de 1858 - Millau, 6 de enero de 1942) fue una célebre soprano francesa.
Alumna de Manuel Vicente García y Mathilde Marchesi, debutó en Bruselas como Margarita en el Fausto de Gounod y realizó una gira por Italia actuando en La Scala de Milán, Roma y Florencia, donde vio a la trágica actriz Eleonora Duse, que la influenció en su histrionismo. 
En París creó el papel de Suzel en L'amico Fritz de Pietro Mascagni y luego Santuzza en Cavalleria Rusticana, de ese mismo autor. 
Obtuvo un gran triunfo como Carmen en 1894 y en América como Mignon ese mismo año. Cantó en el Metropolitan Opera de Nueva York entre 1893 y 1904. Entre sus roles más notables se encuentran Ophelie, Pamina, la Condesa Almaviva y Safo, pero es especialmente recordada como una de las grandes encarnaciones de Carmen de Bizet.
Se retiró de la escena en 1925.
Escribió dos autobiografías: "My Life" (1922) y "Sous tous les ciels, j'ai chanté".

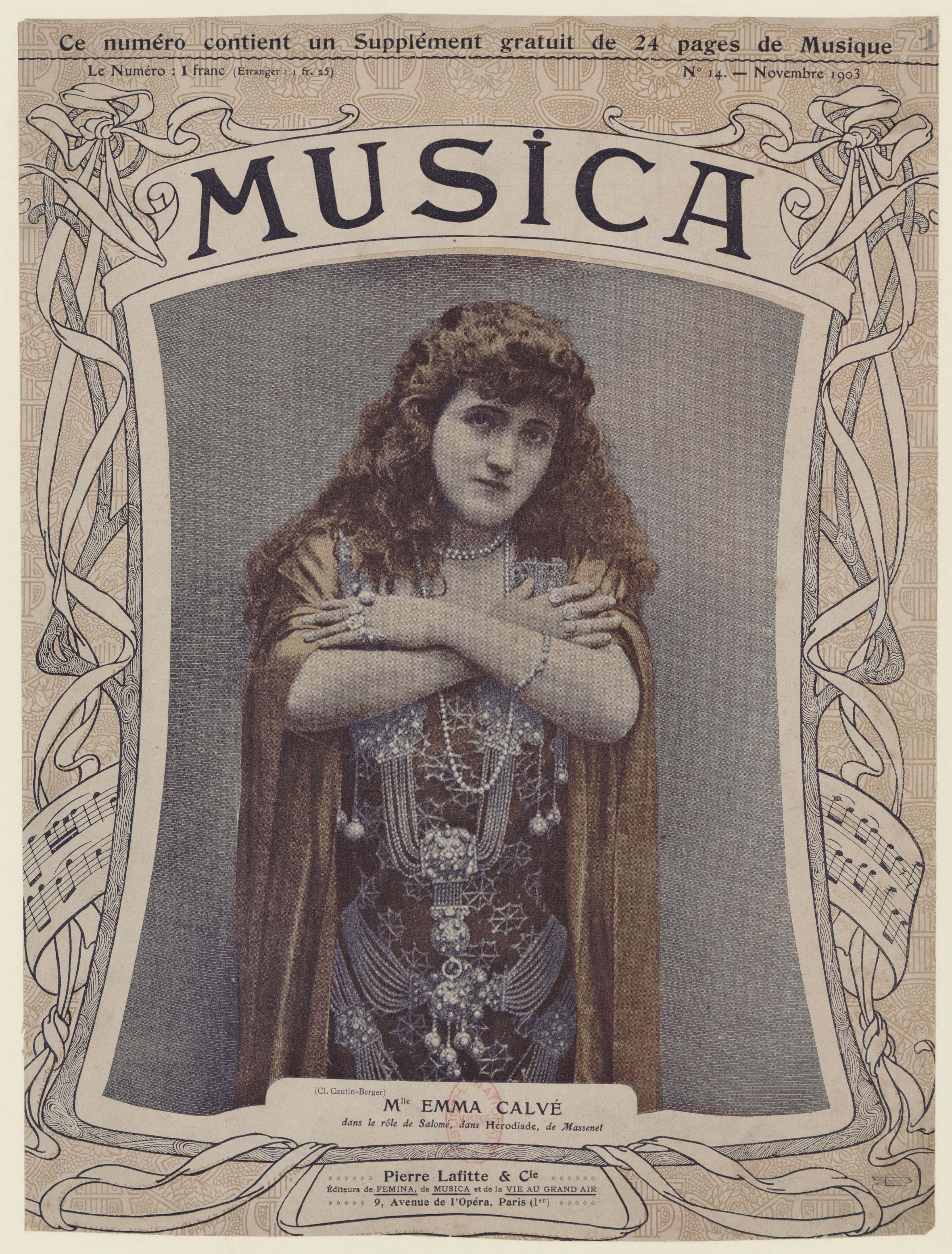
Emma Calvé, fotografía en la portada de una revista musical, 1903.